# Save Me, San Francisco
Save Me, San Francisco é o quinto álbum de estúdio da banda Train, lançado a 27 de outubro de 2009 pela Columbia Records. De acordo com a Recording Industry Association of America (RIAA), o álbum vendeu mais de um milhão de cópias apenas nos Estados Unidos.

## Faixas
1. "Save Me, San Francisco" - 4:09
2. "Hey, Soul Sister" - 3:36
3. "I Got You" - 3:47
4. "Parachute" - 3:30
5. "This Ain't Goodbye" - 4:23
6. "If It's Love"	- 3:59
7. "You Already Know" - 4:42
8. "Words" - 3:29
9. "Brick by Brick" - 3:39
10. "Breakfast in Bed" - 4:54
11. "Marry Me" - 3:25

## Tabelas
| Críticas profissionais | Críticas profissionais |
| Avaliações da crítica  | Avaliações da crítica  |
| Fonte                  | Avaliação              |
| ---------------------- | ---------------------- |
| Allmusic               | [ 4 ]                  |
| The Hollywood Reporter | Positiva               |
| PopMatters             | (6/10)                 |

| Paradas (2009–2010)                   | Melhor posição |
| ------------------------------------- | -------------- |
| Austrália (ARIA)                      | 8              |
| Áustria (Ö3 Austria Top 40)           | 27             |
| Bélgica (Ultratop Flandres)           | 75             |
| Países Baixos (Dutch Charts)          | 13             |
| França (SNEP)                         | 35             |
| Alemanha (Offizielle Deutsche Charts) | 43             |
| Irlanda (IRMA)                        | 19             |
| Itália (FIMI)                         | 64             |
| Nova Zelândia (RMNZ)                  | 21             |
| Escócia (Official Scottish Albums)    | 20             |
| Suíça (Schweizer Hitparade)           | 34             |
| Reino Unido (Official Albums Chart)   | 33             |
| Estados Unidos (Billboard 200)        | 17             |
| Estados Unidos (Top Rock Albums)      | 3              |